# Rock & roll (Dio)
Rock & roll is het eerste studioalbum van de Nederlandse rapper Dio. Eerder had hij al een 'mixtape' uitgebracht, genaamd Tijdmachine. Eerst was hij van plan het album Diografie te noemen. De gastartiesten zijn Voicst, Sef, The Opposites, Sjaak, Reverse, Jayh en De jeugd van tegenwoordig. Giel Beelen noemde het album "het beste hiphopalbum van 2008". Op het album staan zestien nummers.

## Tracklist

### Rock & Roll
Tracklist van het album:
| Nr. | Titel           | Lengte | Gastartiest(en)           | Producer |
| --- | --------------- | ------ | ------------------------- | -------- |
| 1   | Het is je boy   | 3:10   | Voicst                    | Big2     |
| 2   | Aye             | 2:58   | Sef                       | Big2     |
| 3   | Tijdmachine     | 3:44   | Sef                       | Big2     |
| 4   | Probleem        | 3:30   |                           | Big2     |
| 5   | Duivelszoon     | 5:16   | Big2 & Sjaak              | Big2     |
| 6   | Blijf lopen     | 3:41   |                           | Big2     |
| 7   | Interlude       | 0:37   |                           | Big2     |
| 8   | Baby            | 3:43   |                           | Big2     |
| 9   | Ze roepen (Dio) | 3:41   |                           | Big2     |
| 10  | Voor Dough      | 3:46   | The Opposites             | Big2     |
| 11  | Papa            | 3:50   |                           | Big2     |
| 12  | Cool            | 4:04   | Jayh                      | Reverse  |
| 13  | Ruimteschip     | 3:49   | De Jeugd van Tegenwoordig | Reverse  |
| 14  | Rustig          | 4:20   |                           | Big2     |
| 15  | Tijd Is Geweest | 3:06   | Willy                     | Big2     |
| 16  | Laat Niet Los   | 4:32   |                           | Big2     |

### Tijdmachine-mixtape
Bij het album zat een gratis mixtape genaamd Tijdmachine. Op de mixtape staan nummers van Dio die hij voor zijn album had gemaakt, en verkorte versies van nummers die ook op het album staan. Ook is er commentaar van rappers en mensen over Dio bij sommige nummers. Hieronder de tracklist:
| Nr.                                                         | Titel                                                                             | Gastartiest(en)                                                                   | commentaar van:                                                                   | Producer                                                                          |
| ----------------------------------------------------------- | --------------------------------------------------------------------------------- | --------------------------------------------------------------------------------- | --------------------------------------------------------------------------------- | --------------------------------------------------------------------------------- |
| 1.                                                          | Tijdmachine                                                                       | Sef                                                                               | Mama                                                                              | Big2                                                                              |
| 2.                                                          | Probleem                                                                          |                                                                                   | Kees de Koning                                                                    | Big2                                                                              |
| 3.                                                          | Wat het is                                                                        |                                                                                   | Big2                                                                              | Big2                                                                              |
| 4.                                                          | Dom, Lomp & Famous                                                                | The Opposites, Willie Wartaal*                                                    | Willy                                                                             | Big2                                                                              |
| 5.                                                          | Ze roepen (Dio)                                                                   |                                                                                   |                                                                                   | Big2                                                                              |
| 6.                                                          | Blijf branden                                                                     | Willy                                                                             |                                                                                   | Big2                                                                              |
| 7.                                                          | Flow                                                                              |                                                                                   |                                                                                   | Partysquad                                                                        |
| 8.                                                          | Ruimteschip                                                                       | DJVT*                                                                             | Ruben                                                                             | Reverse                                                                           |
| 9.                                                          | Stuk                                                                              | Partysquad, Sjaak & Sef                                                           | Jerry                                                                             | Partysquad                                                                        |
| 10.                                                         | Professioneel                                                                     | Sef                                                                               |                                                                                   | Big2                                                                              |
| 11.                                                         | Skud skuddem                                                                      | Sjaak & Sef                                                                       | Reverse                                                                           | Reverse                                                                           |
| 12.                                                         | Ass                                                                               |                                                                                   | Sef                                                                               | ??                                                                                |
| 13.                                                         | Aye                                                                               | Sef*                                                                              |                                                                                   | Big2                                                                              |
| 14.                                                         | Voor Dough                                                                        | The Opposites                                                                     |                                                                                   | Big2                                                                              |
| 15.                                                         | Papa                                                                              |                                                                                   |                                                                                   | Big2                                                                              |
| 16.                                                         | Je weet niks                                                                      | Big2*                                                                             |                                                                                   | Big2                                                                              |
| 17.                                                         | Okee                                                                              | The Opposites                                                                     | Willie Wartaal Tjeerd Bomhof                                                      | Big2                                                                              |
| 18.                                                         | Het is je boy                                                                     | Voicst                                                                            | Giel Beelen                                                                       | Big2                                                                              |
| 19.                                                         | Tijdmachine live                                                                  | Sef                                                                               | Mama                                                                              | Big2                                                                              |
| 20.                                                         | Converse Bonus: Santogold, Pharrell Williams & Julian Casablancas - My drive thru | Converse Bonus: Santogold, Pharrell Williams & Julian Casablancas - My drive thru | Converse Bonus: Santogold, Pharrell Williams & Julian Casablancas - My drive thru | Converse Bonus: Santogold, Pharrell Williams & Julian Casablancas - My drive thru |
| * = Artiest staat wel op de originele versie van het nummer |                                                                                   |                                                                                   |                                                                                   |                                                                                   |

## Hitnotering
| Album met eventuele hitnotering(en) in de Nederlandse Album Top 100 | Datum van verschijnen | Datum van binnenkomst | Hoogste positie | Aantal weken | Opmerkingen |
| ------------------------------------------------------------------- | --------------------- | --------------------- | --------------- | ------------ | ----------- |
| Rock-'n-Roll                                                        | 28-11-2008            | 06-12-2008            | 84              | 6            |             |

### Singles
| Single met eventuele hitnotering(en) in de Nederlandse Top 40 | Datum van verschijnen | Datum van binnenkomst | Hoogste positie | Aantal weken | Opmerkingen        |
| ------------------------------------------------------------- | --------------------- | --------------------- | --------------- | ------------ | ------------------ |
| Het is je Boy                                                 | 2008                  |                       |                 |              | met Voicst         |
| Tijdmachine                                                   | 2008                  | 03-01-2009            | 12              | 12           | met Sef            |
| Aye                                                           | 2009                  | 18-04-2009            | 26              | 5            | met Sef            |
| Baby                                                          | 03-07-2009            |                       |                 |              | met The Madd       |
| Cool                                                          | 24-11-2009            | 26-12-2009            | Tip15           |              | met Jayh & Reverse |

## Tijdmachine
Tijdmachine is de eerste fysieke single van Dio. Daarvoor had hij al een single online uitgegeven genaamd; Het is je Boy met Voicst. De track is samen met Sef (van de Flinke Namen) gemaakt.

## Aye
"Aye" is de tweede fysieke single van het album.

## Baby
"Baby" is de derde fysieke single van Dio zijn album. Voor de single heeft Dio een nieuwe versie gemaakt samen met The Madd. De single is ook op 7 inch vinyl uitgegeven. Ook ging hij samen met The Madd toeren.
Overzicht
- 01. Baby (met The Madd)
- 02. Baby (albumversie)

Nominatie
- Plaats nr. 53 3VOOR12 Awards: Song van het jaar 2009